# 拉斯·里肯
拉斯·里肯（德語：Lars Ricken，1976年7月10日—），德国前男子足球运动员，场上位置是中场，職業生涯全程效力於德甲球隊多特蒙德。他曾代表德国国家队参加2002年国际足联世界杯，结果队伍获得亚军。
里肯出道時被認為是天才球員，未滿18歲就已經成為多特蒙德的固定先發，並在1994~96以主力身分贏得德甲二連冠，隨後在1997的歐冠決賽射進了一次精彩的進球，幫助球隊3-1獲勝。然而他後續的職業生涯受到多次的傷病困擾，於2007賽季結束後被下放至多特蒙德二軍，就再也沒有回到德甲賽場，最後在2009年宣布退休。
國家隊方面，里肯早在1998世界盃資格賽（時間在1997歐冠決賽後不久）就已經穿上德國隊球衣，當時他才21歲，然而同樣地，他也因為傷病問題錯過多次大賽，不過2002年多特蒙德獲得德甲冠軍及歐洲足總盃的亞軍，身為球隊主力的里肯入選該屆世界盃名單，雖然他完全沒有出場，不過仍獲得一面世界盃銀牌。
退休之後，里肯在多特蒙德的青年隊任職十五年，並於2024年開始接任多特蒙德一軍的主管。